# Estoril Open 2002
L'Estoril Open 2002 è stato un torneo di tennis giocato sulla terra rossa.
È stata la 13ª edizione dell'Estoril Open, che fa parte della categoria International Series  nell'ambito dell'ATP Tour 2002, e della Tier IV nell'ambito del WTA Tour 2002. 
Sia il torneo maschile che quello femminile si sono giocati all'Estoril Court Central di Oeiras in Portogallo, dall'8 al 15 aprile 2002.

## Campioni

### Singolare maschile
David Nalbandian ha battuto in finale  Jarkko Nieminen con il punteggio di 6–4, 7–6(5)

### Singolare femminile
Magüi Serna ha battuto in finale  Anca Barna con il punteggio di 6–4, 6–2

### Doppio maschile
Karsten Braasch /  Andrej Ol'chovskij hanno battuto in finale  Simon Aspelin /  Andrew Kratzmann con il punteggio di 6–3, 6–3

### Doppio femminile
Elena Bovina /  Zsófia Gubacsi hanno battuto in finale  Barbara Rittner /  María Vento-Kabchi con il punteggio di 6–3, 6–1